# Monomania (The Word Alive)
Monomania è il sesto album in studio del gruppo musicale statunitense The Word Alive, pubblicato nel 2020.

## Tracce
1. Monomania – 3:58
2. No Way Out – 3:35
3. Searching for Glory – 3:36
4. Another Year in the Shadows – 3:33
5. Greatest Almost – 3:52
6. Thank You – 3:18
7. Numb Love (Misery II) – 3:52
8. K.F. – 4:15
9. Burning Your World Down – 3:27
10. Comfort & Chaos – 3:48
11. I'm Sorry You're Sorry Now – 3:18
12. Death Is Only the End If You Assume the Story Is About You – 3:55

## Formazione
- Tyler Smith – voce, tastiera
- Tony Pizzuti – chitarra, cori, tastiera, programmazioni, basso
- Zack Hansen – chitarra, cori, tastiera, programmazioni, basso
- Matt Horn – batteria, percussioni